# Gigi Căciuleanu
Gigi Căciuleanu (n. 13 mai 1947, București, România) este un dansator, coregraf român și profesor. 
Este solist al Operei Române din București dansează roluri din repertoriu. 

## Biografie
Gigi Căciuleanu s-a născut în București, dintr-o familie de refugiați basarabeni. Tatăl era de meserie avocat iar mama inginer agronom. 
A absolvit Școala Națională de coregrafie.

## Carieră
La vârsta de 14 ani descoperă dansul contemporan de avangardă sub îndrumarea lui Miriam Răducanu participând la celebrele Nocturne 9 1 /2 din București, la sfârșitul anilor ’60, la Teatrul Țăndărică.
Își completează studiile de dans academic și coregrafie la Teatrul Bolșoi din Moscova. 
A plecat din țară în 1972.
Între 1972 - 1973 este angajat de compania Folkwang Ballet din Essen - Germania dirijata de Pina Bausch, originalitatea și imaginația sa se fructifică în 10 creații printre care Plattenhüllen, Funny scenes, Valsuri nobile și sentimentale, Gloriana, etc .
În 1973 o întâlnește pe Rosella Hightower cu ajutorul căreia creează compania Studioul de Dans Contemporan la Grand théâtre de Nancy - Franța, companie care devine ulterior "Ballets de Lorraine - Danse Contemporaine de France", susținut de către Ministerul Francez de Cultură.
A organizat turnee și invită la Nancy nume ale noului dans francez și internațional - Dominique Bagouet, Jacques Garnier, Maguy Marin.
A organizat Întâlnirile Coregrafice de la Premontrés, creează festivalul de dans stradal Dansul la Aix, dând astfel posibilitatea multor artiști să se exprime, fapt pentru care primește de două ori cea mai înaltă distincție din partea orașului Aix en Provence.  
Între 1974-1978 preia Direcția Baletului la Teatrul de la Nancy cu colaborarea artistică și administrativă a lui Dan Mastacan.
În 1978, este numit Director Artistic al Centrului Național Coregrafic la Rennes - Franța pe care îl dirijează în colaborare cu Dan Mastacan.
Între 1978-1993 este o perioadă cu care colaborează cu celebrități ale dansului și muzicii: Astor Piazzola, Marius Constant, Pina Bausch, Maïa Plissetskaïa, Jeanine Richer, Jean-Michel Jarre, Guy Tudy, François Rabbath, Claude Lefevre, Santiago Sempere, Jean Le Poulain, Henri Ronse. Danseaza cu Ruxandra Racovitza, Maina Gielgud, Yvette Chauviré, Svetlana Beriozova, Anton Dolin, Reda Sheta, Adam Luders, Jean-Pierre Franchetti, Peggy Lyman, Patrick Dupond. Invita sa danseze la Rennes pe Viktor Rona, Jean-Christophe Paré, Jean Guizerix, Wilfride Piollet, Sandra Giacosa, Brigitte Lefevre, Michael Denard, Louise Bédard, Ghislaine Thesmar, etc.
Coregrafiile sale intră în repertoriul Operelor din Paris, Lyon și Avignon, al companiei lui Pina Bausch: Wuppertaler Tanztheater, al Operei din Hamburg, Roma, al Teatrului La Fenice din Veneția, Welsh National Opera din Cardiff, la SODRE din Montevideo, la Teatrul Municipal din Sao Paolo unde colaborează cu compania braziliană de dans Cisne Negro, în Israel compania Bat-Dor. Organizează turnee cu spectacolele sale de la Paris la New York, la Berlin la Buenos Aires, Tokyo, Bruxelles.
Între 1992 creează pentru Maia Plissetkaia spectacolul Nebuna din Chaillot, la Espace Pierre Cardin din Paris și cu care obține un enorm succes pe scena teatrului Bolchoi la Moscova
În 1994 părăsește Rennes și se instalează la Paris fondând Compania Gigi Căciuleanu. Creațiile care marcheză epoca pariziana: "Oskolki" la Espace Pierre Cardin - Paris, "Sommaire Soleil" la Péniche Opéra - Paris. "Ma Nuit avec Nijinsky" - (Paris - Teatrul Espace Acteur et Théâtre des Bouffes du Nord). "La Follia" - Hanoi - Vietnam si Centrul Georges Pompidou cu  Compania Jeune Ballet de France. Noi turnee internaționale în Rusia (Moscova, Saint Petersbourg, Samara) în Italia (Torino), Elveția (Baden) etc.  sunt primite cu căldură de către presă și public. Păstrându-și sediul la Paris, Compania Gigi Caciuleanu beneficiază de o reședință de 4 ani în orasul Coombes în regiunea pariziană cu creații ("Dans sa fuite Eléonore", 1996/97, "Balle Masquée" 1997/98, "Trilogo" 1998/99), stagii, animații școlare și ateliere artistice. Compania dansează atât la Paris (Café de la Danse, Festival Estivales Danses, Salle Pleyel, Divan du Monde), cât și pe ansamblul teritoriului național (Clermont-Ferrand, Issy les Moulineaux, Puteaux, Rueil Malmaison, Biarritz, Franconville, Villiers le Bel, Saint Gervais, Opéra de Vichy, Aurillac, Saint Gervais, Fosses, Bouffemont, Châteauroux, Festival de Millau, Melun, Creil, Saint Brice, Jouy le Moutier, Ermont, Boulogne Billancourt).
Între 1996 - 1998 pune în scenă spectacole de succes internațional (la Santiago, Montévidéo, Tel Aviv remonteaza "Les Quatre Saisons" et "Mozartissimo ".
În 1998, la invitația Silviei Ciurescu și a lui Valerian Mareș, Gigi Căciuleanu realizeaza pe scena Teatrului Național din București pentru TVR spectacolul de succes Lumea dansului invitând alături de compania sa stele internaționale ale dansului.

## Premii
A primit distincțiile Ordinul Artelor și Literelor, în grad de cavaler în 1984, de către ministrul culturii Jack Lang și Ordinul național „Steaua României”, în grad cavaler, în 2002.
În 1970, câștigă premiul de coregrafie la Concursul Internațional de la Varna cu Mess around pe muzica lui Ray Charles.
În 1971, câștigă Premiul I de coregrafie la concursul internațional de la Köln cu creația Stimmung pe muzica Mariei Tănase (și dansând alături de Ruxandra Racovitză care va deveni partenera sa de o viață și va participa alături de Dan Mastacan la toate aventurile sale coregrafice ulterioare).
În 1972, câștigă pentru a doua oară Premiul I de coregrafie la concursul internațional de la Köln cu Kerzenschatten pe muzica din Bolero a lui Maurice Ravel (alături de Ruxandra Racovitză)
În 1974, obține Premiul I la Concursul Internațional de Coregrafie de le Paris - Bagnolet.
În 1987, primește medalia BRIGITT ca o recunoaștere a activității sale în domeniul culturii în Rennes și în Bretania.
În 2002, primește la Santiago premiul Altazor, echivalent chilian al Oscarului, pentru spectacolul Gente. 
În 2017, Premiul Grupului Ambasadelor, Delegațiilor și Instituțiilor Francofone din România (GADIF)
În 2003 este numit cel mai bun coregraf internațional al anului de către Cercul Criticilor de Artă din Chile și primește din nou la Santiago Premiul Altazor pentru creația sa Cuerpos.
A primit de 3 ori premiul APES (1997, 2003, 2005).
Este membru al SACD (Societatea Autorilor din Franța).
Este membriu fondator al Consiliului Internațional de Dans al Unesco. 
Face parte din diferite Jurii în concursuri naționale și internaționale:
- Concurs Eurovision des Jeunes Danseurs / Helsinki- Finlanda
- Concurs Eurovision des Jeunes Danseurs / Gdansk - Polonia
- Concurs International de Danse de Paris - Franța
- Concursul Internațional de dans la Iași - România
- Ani de-a rândul la întâlnirile de dans de la Treviso, Peruggia și Spoleto - Italia
- Concurs Internațional de Danse de Nagoya - Japonia, 2002 și 2005

## Publicații
- VVV - Vientos, Volumenes, Vectores - editată de Facultatea de Arte a Universității din Chile - 2002
- Cartea Junglei X - editată de Teatrul Ariel din Târgu Mureș - 2002
- Miroirs - editura Vellant, 2016